# Калачёво (Омская область)
Калачёво — деревня в Омском районе Омской области, входит в состав Новоомского сельского поселения.

## История
В 1928 году хутор состоял из 34 хозяйств, основное население — русские. В административном отношении находился в составе Кручского сельсовета Сосновского района Омского округа Сибирского края.

## Население
| 1926 | 2006 | 2010 |
| ---- | ---- | ---- |
| 199  | ↗277 | ↗293 |

## Улицы
В деревне имеются две улицы: Гагарина и Школьная.

## Инфраструктура
На расстоянии 750 м к юго-западу от деревни расположен одноимённый спортивный аэродром.